# Liste der Ministerien in Malaysia (2021)
Die Liste der Ministerien in Malaysia listet die aktuellen Ministerien in Malaysia auf. (Stand: August 2021; siehe auch: Kabinett Muhyiddin)

## Liste
| Amt/Ministerium                                             | Foto | Gründung         |
| ----------------------------------------------------------- | ---- | ---------------- |
| Büro des Premierministers                                   |      | Juli 1957        |
| Finanzministerium                                           |      | 31. August 1957  |
| Verteidigungsministerium                                    |      | 31. August 1957  |
| Innenministerium                                            |      | 18. März 2008    |
| Ministerium für internationalen Handel und Industrie        |      | 27. Oktober 1990 |
| Bildungsministerium                                         |      | 1955             |
| Ministerium für Umwelt und Wasser                           |      | 2020             |
| Ministerium für Territorien                                 |      | 1979             |
| Verkehrsministerium                                         |      | 1978             |
| Ministerium für Ernährung und Lebensmittelindustrie         |      |                  |
| Gesundheitsministerium                                      |      | 1963             |
| Ministerium für Tourismus, Kunst und Kultur                 |      | 16. Mai 2013     |
| Ministerium für Wohnen und lokale Verwaltung                |      | 16. Mai 2013     |
| Außenministerium                                            |      | 1956             |
| Ministerium für höhere Bildung                              |      | 27. März 2004    |
| Ministerium für Humanressourcen                             |      | 31. August 1957  |
| Ministerium für Binnenhandel und Verbraucherangelegenheiten |      | 27. Oktober 1990 |
| Ministerium für ländliche Entwicklung                       |      | 1. Februar 1948  |
| Arbeitsministerium                                          |      | 31. August 1957  |
| Ministerium für Wissenschaft, Technologie und Innovationen  |      | 1973             |
| Ministerium für Energie und natürliche Ressourcen           |      | 27. März 2004    |
| Ministerium für Plantagenindustrie und Rohstoffe            |      | 2004             |
| Ministerium für Frauen, Familie und Gemeindeentwicklung     |      | 17. Januar 2001  |
| Ministerium für nationale Einheit                           |      | 1973             |
| Ministerium für Jugend und Sport                            |      | 1987             |
| Ministerium für Kommunikation und Medien                    |      | 15. Mai 2013     |